# Max Herrmann (Maler)

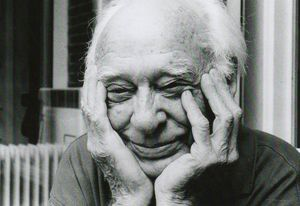
Max Herrmann im Jahre 1998

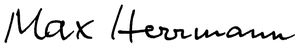

Max Herrmann (* 11. September 1908 in Halle (Saale); † 18. November 1999 in Oldenburg (Oldenburg)) war ein deutscher Maler und Keramiker. Bekannt war er auch für seine Kunst-am-Bau-Arbeiten.

## Werdegang
Nach Abschluss des Realgymnasiums erfolgte von 1926 bis 1928 eine Ausbildung bei dem Maler und Architekten Karl Völker in Halle/Saale im Zeichnen und Malen, dabei auch Mitarbeit an architektonischen Arbeiten und Kirchenrenovierungen. Von 1928 bis 1930 studierte er Malerei an der Akademie für Bildende Künste Dresden, dort Meisterschüler bei Otto Dix, Aktzeichnen bei Richard Müller und Materialkunde bei Kurt Wehlte. Von 1930 bis 1932 war Herrmann Meisterschüler von Max Beckmann an der Städelschule in Frankfurt am Main. Von 1932 bis 1933 setzte er das Zeichenstudium bei Charles Crodel und Gerhard Marcks in der Kunstgewerbeschule Burg Giebichenstein in Halle/Saale fort.
Von 1935 bis 1937 absolvierte Herrmann ein Musikstudium am Konservatorium Leipzig, dort u. a. Orgelstudium bei Karl Hoyer. Schon ab 1934 arbeitete er als freischaffender Künstler in Oldenburg. Nebenberuflich war er von 1937 bis 1973 als Musikerzieher an der Hochschule für Lehrerausbildung in Oldenburg, als Chorrepetitor am Oldenburgischen Staatstheater und als Organist tätig, unterbrochen von 1940 bis 1945 durch Kriegsdienst als Soldat mit schwerer Verwundung. 1945 wurden alle Werke der Vorkriegszeit durch einen Bombenangriff auf Oldenburg vernichtet. Ein Frühwerk von 1929 (Frauenbildnis, Öl auf Leinwand, beidseitig bemalt, Originalrahmung) wurde 2009 zufällig im Kunsthandel wiederentdeckt.

## Werk
Mit einem künstlerischen Neubeginn nach 1945 griff Herrmann die gesellschaftlichen Erfahrungen der Nachkriegszeit auf, der Einfluss Beckmanns war erkennbar. Ab den 1950er Jahren wandte er sich der Abstraktion zu, Linien, Flächen und Formen verselbständigten sich, das Sujet wurde abstrahiert. Der entscheidende Durchbruch gelang 1959 mit dem Wandbild „Durch Finsternis zum Licht“ an der Aulawand der Schule Kreyenbrück (Oldenburg) und 1960 mit der farbigen 200-m²-Glasbetonwand der St.-Johannes-Kirche in Oldenburg-Kreyenbrück. Was seit der Ausbildung bei Max Beckmann angelegt und auf vielfältige Weise zu realisieren versucht worden war, kam nun zum Tragen: Der Schritt von der Farbe als Form zur Farbe als raumbildender Kraft. Von 1956 bis zu seinem Tod 1999 führte H. zahlreiche künstlerische Arbeiten am Bau in Kirchen und öffentlichen Gebäuden aus mit Wandmalereien, Glasbetonwänden, Betonrelief- und Ziegelsteinmosaikmauern, Glasmalereien, Entwürfe für Gobelins. Ab 1991 schuf er zusammen mit seiner Lebensgefährtin und Keramikerin Helga Brandhorst bemalte Schalen, Vasen und Reliefs.

## Einzelausstellungen
- 1953: Kunstverein Hannover
- 1954 und 1994: Oldenburger Kunstverein
- 1958: Städtisches Museum Braunschweig
- 1974, 1979, 1998 und 2006: Stadtmuseum Oldenburg
- 1984: Kunstverein Wilhelmshaven
- 2000, 2008 und 2009: Landesmuseum für Kunst und Kulturgeschichte Oldenburg
- 2006: Kunstverein Talstraße Halle/Saale.
- 2012: Dom-Museum im Bremer St.-Petri-Dom
- 2014: Kunstverein Die Wassermühle e.V., Lohne

## Ausstellungsbeteiligungen
- 1959: The Art Institute of Chicago
- 2000: Museum für Angewandte Kunst (mak) Frankfurt/Main

## Kunst am Bau
- Glasbetonwand St. Johanneskirche Oldenburg,
- Glasbetonwand Versöhnungskirche Oldenburg,
- Versöhnungskirche Hinrichsfehn: Glasbetonwände der Süd- und Nordfassade (1965), Bleiglasfenster der Westfassade (1999)
- Rosette und Seitfenster Ansgarikirche Oldenburg, Altartisch,
- Fenster und Backsteinwandgestaltung Johanneskirche Rechtsupweg, Ostfriesland
- Taufstein, Kanzel und Altar Andreaskirche Plaggenburg
- Rosette und Fenster Gnadenkirche Tidofeld, Norden/Ostfriesland (heute: Dokumentationsstätte zur Integration der Flüchtlinge und Vertriebenen in Niedersachsen und Nordwestdeutschland), seit 2007 unter Denkmalschutz.

Zahlreiche Bilder befinden sich in Museen, öffentlichen Gebäuden und Privatbesitz.